# کبوترهای دل‌خون
کبوترهای دل‌خون یا کبوترهای خونین‌دل یا کبوترمرغ‌ها (نام علمی: Gallicolumba) یک سرده متوسط از کبوترهای زمینی (خانواده Columbidae) است که در جنگل‌های بارانی فیلیپین وجود دارد. نام محلی پونای ("punay") که یک اصطلاح عمومی برای کبوتر و قمری است. آنها با سردهٔ قمری‌های زمینی آمریکایی (Columbina و سرده‌های مرتبط) از نزدیک مرتبط نیستند. در عوض، سردهٔ کنونی به کبوتر زمینی نوک‌کلفت نزدیک است.
این سرده شامل خونین‌دل‌ها است که از فیلیپین شناخته شده‌اند. نام بیشتر آنها به خاطر لکه‌های سرخ‌رنگ روی سینه‌شان است که به طرز شگفت‌انگیزی شبیه یک زخم خونریزی‌کننده در برخی گونه‌ها است و طبیعت‌شناسان را به یاد خنجر زدن می‌اندازد. رژیم غذایی کبوترهای این سرده از میوه‌ها و دانه تشکیل شده است.
این سرده دارای هفت گونه است:
- قمری زمینی سولاوسی، Gallicolumba tristigmata
- کبوتر زمینی دارچینی، Gallicolumba rufigula
- کبوتر دل‌خون لوزون، Gallicolumba luzonica
- کبوتر دل‌خون میندانائو، Gallicolumba crinigera
- کبوتر دل‌خون میندورو، Gallicolumba platenae
- کبوتر دل‌خون نگروس، Gallicolumba keayi
- کبوتر دل‌خون سولو، Gallicolumba menagei - احتمالاً منقرض شده است (اواخر دهه ۱۹۹۰؟)